# 良庆区
良庆区是中国广西壮族自治区南宁市所辖的一个市辖区，位于南宁市南部，东接邕宁区，西连江南区，南邻防城港市上思县、钦州市钦北区，北临邕江与青秀区相望，总面积1369平方公里。區人民政府駐歌海路9号。

## 历史沿革
良庆区辖地秦以前属西瓯、骆越地。秦时属桂林郡的领方县和合浦郡的合浦县。
三国时，为吴国所辖。东晋大兴元年( 318年)为晋兴县所辖。隋开皇十八年( 598年)归宣化县辖。
民国二年( 1913年)归南宁县辖管。民国三年( 1914年)南宁县改称邕宁县，良庆辖区一直归邕宁县管辖。
2005年3月18日，南宁市调整部分行政区域，邕宁县撤县设邕宁区和良庆区。原邕宁县的良庆镇、那马镇、大塘镇、那陈镇、南晓镇和南宁市大沙田经济开发区、邕宁沿海走廊经济开发区属良庆区辖地。

## 地理环境

### 地理位置
良庆区位于广西壮族自治区南宁市南部，东接邕宁区，西连江南区，南邻防城港市上思县、钦州市钦北区，北临邕江与青秀区相望。经纬度区域内水陆交通发达，水路沿邕江上行经左江可达龙州至越南，经右江可达百色至云南。沿邕江下行可达广东、香港和澳门。公路有桂海高速南北段，南宁市外环高速公路，南宁至北海二级公路等干线直达自治区内外。过境铁路有湘桂铁路沙井复线、南钦高速铁路。航空便利，城区至南宁吴圩国际机场只需30分钟车程。

### 地形地貌
良庆区位于南宁盆地南部，地势呈南高北低。地貌有山地、丘陵、平原三个类型。
山地从十万大山延伸的余脉到防城上思后，在扶绥分一支进入延安、吴圩，该支主干分多支由西向东延伸；其中从南晓延伸的一支经大塘、那陈至那马。城区南部高山海拔高度400～500米。
平原：邕江河谷平原良庆段，即从良庆大沙田街道至良庆镇社区楞塘坡。从那马镇那僚村委那僚坡到良庆镇新兰村段江两岸山丘，将平原分为大小不等田垌，最大的是那马共和田垌有200多公顷，包括良庆在内的八尺江平原地貌特征和邕江水土条件很相似。

### 气候
良庆境内属南亚热带季风性气候，光照充足，热量丰富。温度、雨量等气象要素年际差异大，时空分布不均。2018年，城区平均气温为22.0℃，年总降雨量1356.7毫米，年均日照时数1538.0小时，无霜期日数328天，极端最高气温36.1℃，出现在7月11日；极端最低气温2.2℃，出现在2月6日。

## 自然资源

### 土地资源
良庆区面积1369平方千米。林业用地面积7.04万公顷(森林面积7.65万公顷)，森林覆盖率55.91%;耕地面积3.64万公顷。

### 水资源
邕江流经大沙田街道办、良庆社区，流经里程15千米。八尺江流经大塘、那陈、那马、良庆，曲线长度共110千米，江河宽60至100米，水最深处15米，枯水期中游水面最窄处只有八市尺宽，故称“八尺江”；良凤江从江南区流经大沙田街道西北侧后注入邕江；板暮河由城区境内雅王江、古沙溪和南晓江3条河于南晓大满村汇合后流入钦州，因该河经板暮村而称板暮河。该河流经大塘、南晓在辖区境长18.80千米。这4条江河总长181.60千米，年均流量1593.45立方米/秒，历史最小流量125.97立方米/秒，板暮河属钦江水系，另3条属珠江水系。有大型水库3座，分别是大王滩水库、风亭河水库和屯六水库，三库水库总容量12.98亿立方米。有效库容4.73亿立方米。有小1型水库1座即大塘镇文笔水库，库容187万立方米，有效库容37万立方米。有小2型水库11座，总库容575.70万立方米，有效库容364.40万立方米。还有众多分布在各镇的泉水小溪(涧)等。全城区水资源丰富，但河流落差大，大多河段只能进行抽水提灌，水库则可直流灌溉1 33万公顷。

### 旅游资源
邕江河岸和八尺江两岸水清山美，美景迥异，引人入胜。著名山峰有五象岭(象岭烟岚”古为南宁八景之一)、花甲山、蕾帽岭(岭上有石刻)，驰名景点有大王滩水库(凤凰湖)、凤亭河水库、那马竹泉岛景区等。此外，有南晓镇那兰村白鹭栖息地、那马镇坛良村坛板坡综合示范村、大塘镇南荣村平天坡综合示范村等。

## 人口
根据第七次人口普查数据，截至2020年11月1日零时，良庆区常住人口587618人。
2019年，良庆区户籍人口32.32万人，人口自然增长率16.06‰。人口民族成分有壮族、汉族、瑶族、侗族等24个民族，以壮族为主。

## 经济
2018年，良庆区生产总值174.02亿元，比上年增长11.40%。其中：第一产业增加值24.09亿元，比上年增长 4.51%；第二产业增加值83.05亿元（工业增加值39.66亿元），比上年减少3.82%；第三产业增加值66.88亿元，比上年增长42.89%。固定资产投资493.94亿元，增长15.30%。规模以上工业总产值完成121.22亿元，减少23.48%。社会消费品零售总额完成38.63亿元，增长4.01%。

## 交通

### 公路
- 南宁绕城高速、 兰海高速、 北南高速、 325国道、 359国道

### 地鐵
- █ 2号线的车站有壇澤站、平良立交站、那福路站、玉嶺路站、東風路站、玉洞站、金象站、石子塘站、建設路站、大沙田站。
- █ 3号线的车站有平良立交站、五象湖站、慶歌路站、廣西規劃館站、總部基地站、市博物館站。
- █ 4号线的车站有大沙田站、金象大道站、五象嶺站、玉象路站、總部基地站、飛龍路站、體育中心西站、體育中心東站、良慶大橋南站、良慶圩站、楞塘村站。

## 行政规划
良庆区下辖2个街道办事处、5个镇：
大沙田街道、玉洞街道、良庆镇、那马镇、那陈镇、大塘镇、南晓镇和良庆经济开发区管委会。